# Voigtländer

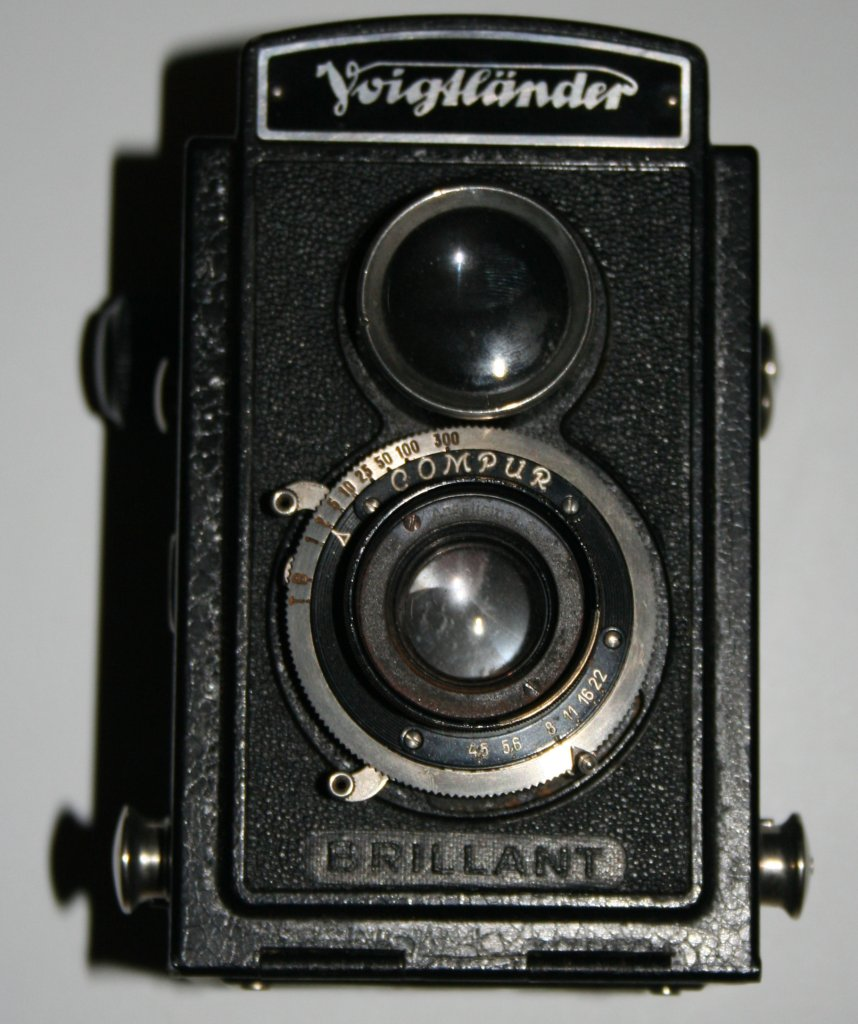
Voigtländer Brillant

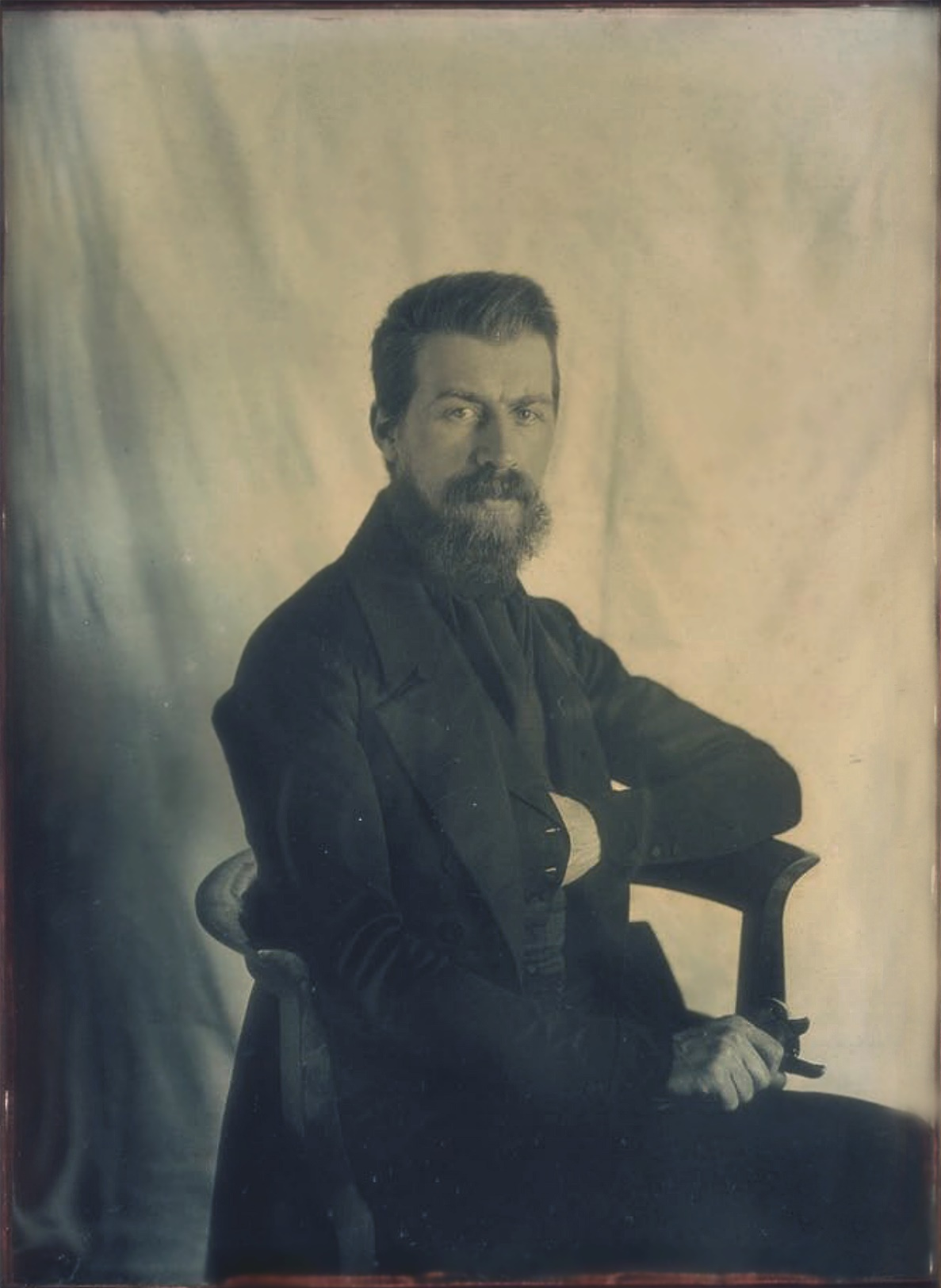
Johann Baptist Isenring: Peter Wilhelm Friedrich von Voigtländer (1812–1878)

Voigtländer je významná společnost fotografického průmyslu se sídlem v Braunschweigu, která vyrábí optické výrobky.

## Historie
Společnost založil Johann Christoph Voigtländer ve Vídni v roce 1756. Voigtländer brousil čočky a sestavoval objektivy pro slovenského fyzika Josefa Maximilián Petzvala. Na základě vynikajících Petzvalových objektivů založil svou firmu na fotografické přístroje. Voigtländer je i nejstarší název fotoaparátu, který byl vyroben roku 1841. Jednalo se o první daguerrotypický celokovový fotoaparát (Ganzmetallkamera), který byl vyroben také na fotografické desky. Roku 1849 byla zřízena pobočka v Braunschweigu, kam později bylo přesunuto i ústředí firmy. Během následujících tří desetiletí se firma Voigtländer stala hlavním výrobcem špičkové technologie a výrobcem, který zavedl několik nových produktů, které se později staly hlavními na trhu.
V roce 1911 uvedla firma na trh sklopný fotoaparát na střední formát 6,5x9 cm s názvem Voigtländer Bergheil. Tento fotoaparát se vyráběl až do konce třicátých let a stal se standardem mezi cestovními přístroji. Vyráběl se i ve verzích pro formát 4,5 x 6, 9 x 12 a 10 x 15 cm
Patří mezi ně první zoom objektiv (36-82/2.8 Zoomar) v roce 1960 a první 35mm kompaktní fotoaparát s vestavěným bleskem (Vitrona) v roce 1965.
Roku 1972 Zeiss/Voigtländer ukončil výrobu fotoaparátů a o rok později prodal Zeiss Voigtländer firmě Rollei. Po kolapsu firmy Rollei v roce 1982, převzala jméno firma Plusfoto, a ta ji prodala roku 1997 firmě Ringfoto. Na konci 90. let si licencoval práva na jméno čoček Voigtländer firma Cosina, které montovala do svých produktů. Od roku 1999 používá tuto značku pro své čočky a těla s dálkoměrem, závitem a bajonetem Leica, dále pro klasické fotoaparáty s bajonetem Nikon a Contax, stejně jako jednooké zrcadlovky s označením objektivů M42 (PRAKTICA / Pentax), pro Nikon a další fotoaparáty. V Evropě patří Ringfoto na trhu mezi levnější výrobce klasických a digitálních fotoaparátů, které na sobě nesou značku Voigtländer.

## Fotoaparáty
- Bergheil – sklopný, tzv. turistický fotoaparát z roku 1912, vyráběný až do začátku druhé světové války. Vyráběl se pro formáty 4.5 x 6 cm (Baby Bergeil), 6,5 x 9 cm, 9 x 12 cm a 10 x 15 cm; nejrozšířenější varianta byla pro formát 6,5 x 9 cm.[4]. Fotoaparát měl optický a průhledový hledáček, výměnné objektivy, možnost korekce perspektivy v horizontálním i vertikálním směru, možnost použít rollkazetu pro svitkový film. Základní objektiv (6 x 9 cm) byl Heliar 4,5 / 105 mm v závěrce Compur.

## Objektivy
- Collinear (1894, symetrický anastigmat)[5]
- Skopar (objektiv typu Tessar)
- Color-Skopar (1949, předešlý objektiv s antireflexními vrstvami)
- Ultra Wide Heliar 12mm f/5.6. Nejširokoúhlejší objektiv pro dálkoměrné kinofilmové kamery. Asférický.
- Ultron 28mm f/1.9. 28 mm objektiv s velkou světelností pro dálkoměrné kinofilmové kamery. Asférický.
- Nokton 35mm f/1.2. objektiv s velkou světelností pro dálkoměrné kinofilmové kamery. Asférický. Méně světelný než Leica 50mm f/1.0 Noctilux.
- Nokton Classic 40mm/1.4 SC/MC. Single-coated (SC) nebo multi-coated (MC) lens, bajonet Leica M.

## Modely

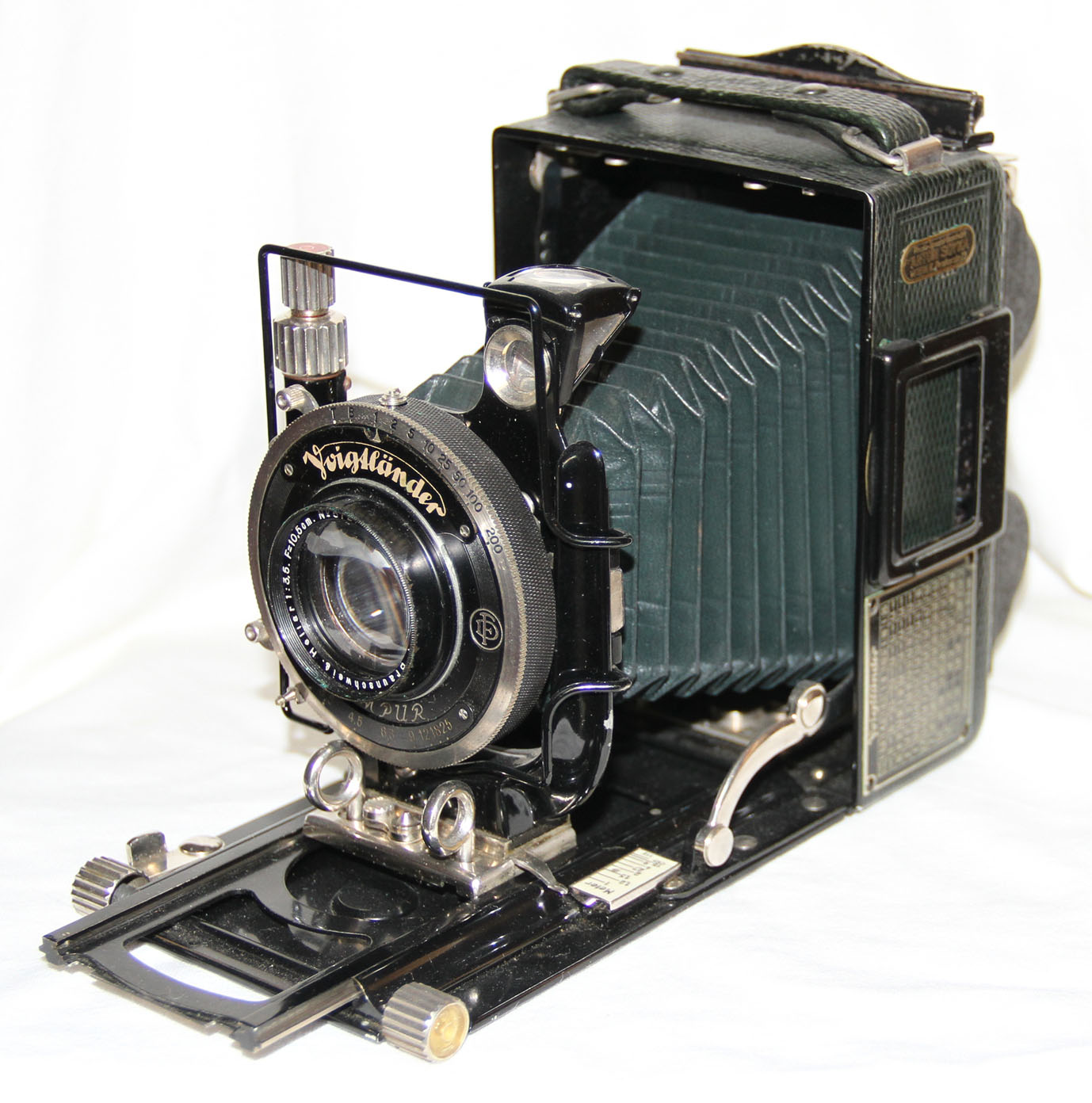
Voightländer Bergheil 6x9
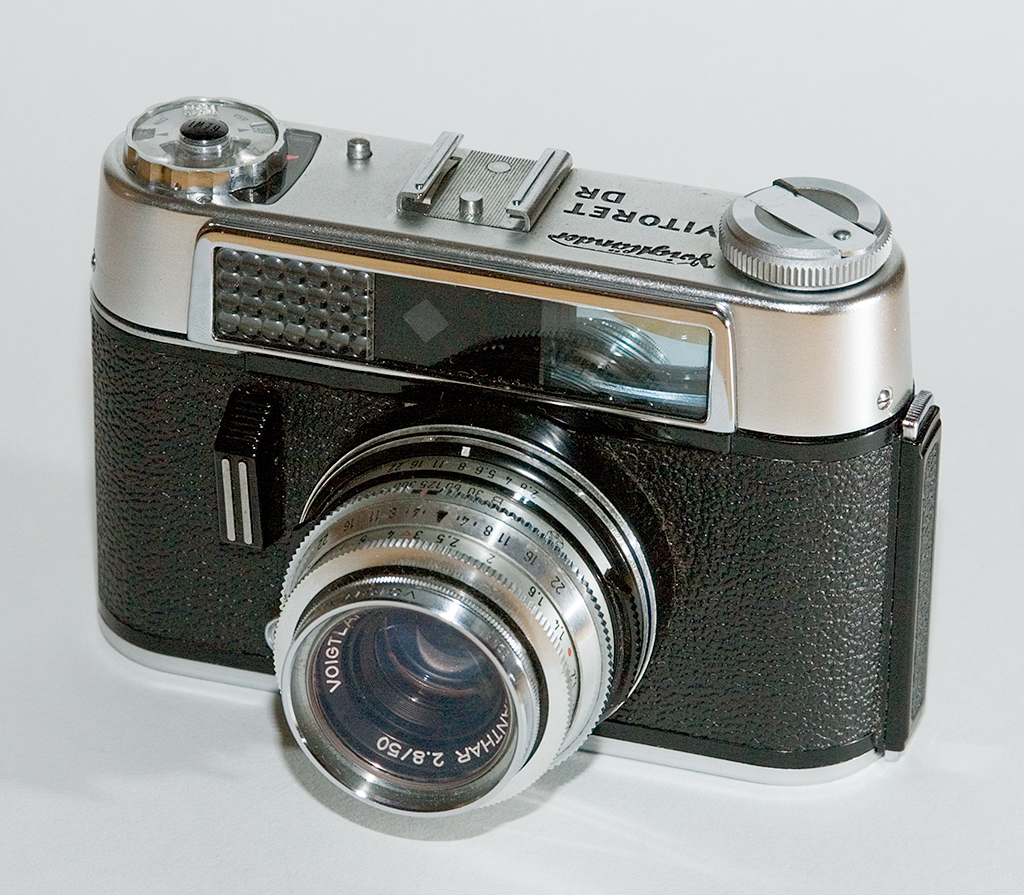
Voigtländer Vitoret DR
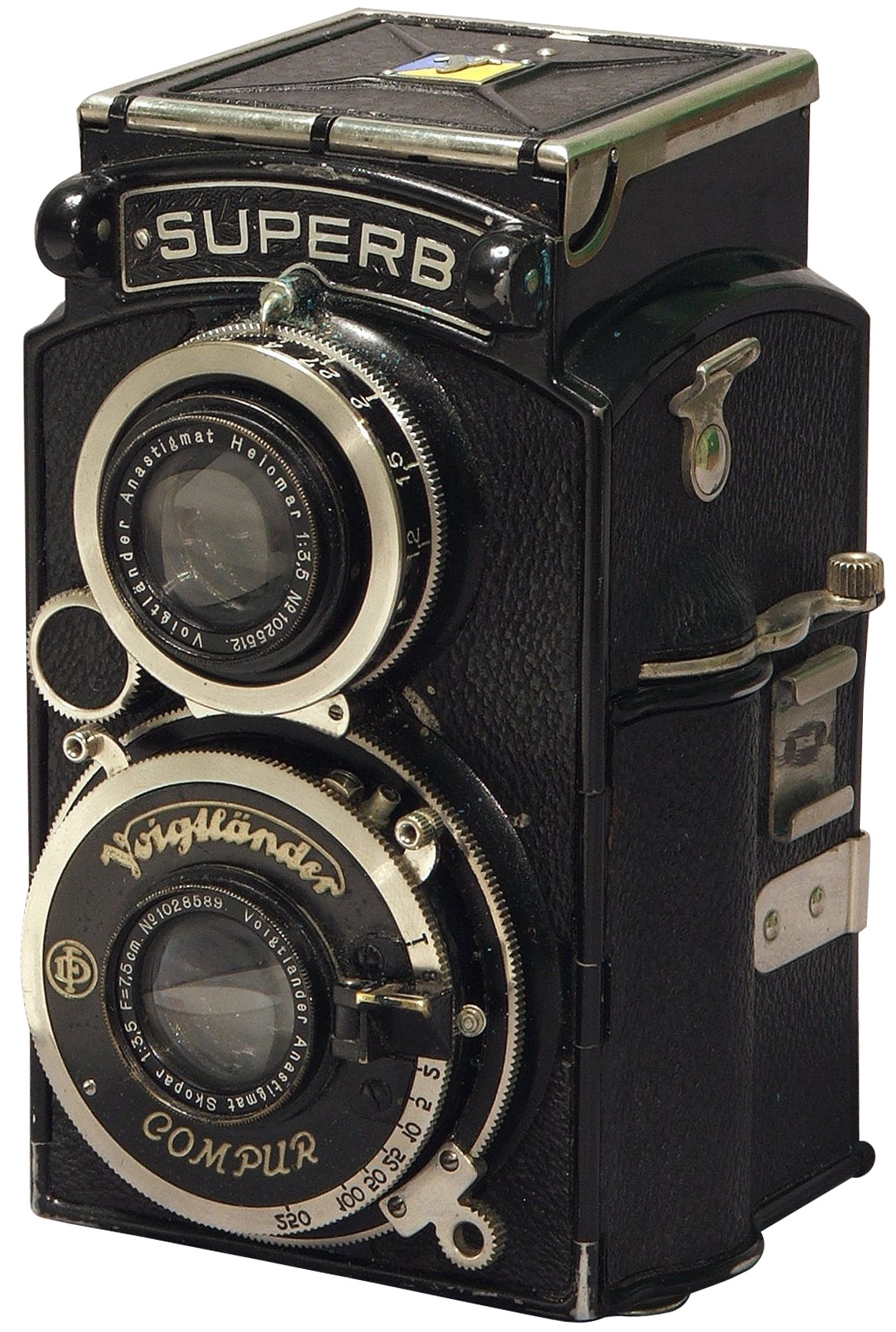
Dvouoká zrcadlovka "Voigtländer Superb", 1935